# Parastagmatoptera unipunctata
Parastagmatoptera unipunctata es una especie de mantis de la familia Mantidae.

## Distribución geográfica
Se encuentra en Argentina, Brasil, Colombia, Paraguay, Surinam y Venezuela.

## Apariencia
En su mayoría son verdes, pero en sus patas raptoras tienen una mancha negra y una naranja. En el tórax, tienen unos tonos azules, y en las alas, tienen dos manchas marrones. Si está en un sitio oscuro, sus ojos se vuelven rojos. Tienen una medida aproximada de 4 a 5 cm de largo. 